# 81947 Fripp
81947 Fripp è un asteroide della fascia principale. Scoperto nel 2000, presenta un'orbita caratterizzata da un semiasse maggiore pari a 3,0029427 au e da un'eccentricità di 0,0922903, inclinata di 1,34475° rispetto all'eclittica.